# Gerold Lange

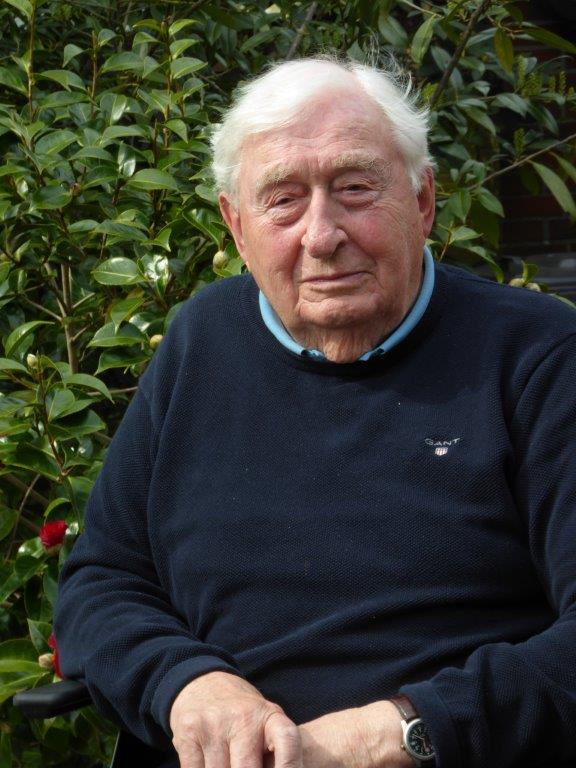
Gerold Lange (2021)

Gerold Lange (* 29. September 1932; † 15. September 2022) war ein deutscher Basketballfunktionär. Als jahrelanger Manager der Basketballmannschaft des Oldenburger TB und späterer geschäftsführender Gesellschafter der EWE Baskets Oldenburg war Lange ein Pionier des professionellen Basketballsports in der Stadt Oldenburg.

## Laufbahn
Lange, der beruflich beim Oldenburger Molkereikonzern MZO tätig war und zum Vorstand des Unternehmens gehörte, übernahm 1976 das Manageramt beim Oldenburger TB, damals in der 2. Basketball-Bundesliga. Im selben Jahr holte er den US-Amerikaner Ralph Ogden nach Oldenburg, der in den folgenden Jahren als Spieler und danach als Trainer eine prägende Figur des Vereins wurde. Lange führte Trikotwerbung ein, was seinerzeit noch unüblich war. 1985 stieg der OTB in Langes Amtszeit erstmals in die Basketball-Bundesliga auf, blieb dort aber nur ein Jahr. 1987 gelang abermals der Sprung in die Bundesliga, erneut wurde als Aufsteiger der Klassenerhalt verpasst.
Gemeinsam mit Hermann Schüller war Lange die treibende Kraft der Bündelung der Kräfte der Basketballer des Oldenburger TB sowie des Lokalrivalen TSG Westerstede, die ab 1995 zunächst als Spielgemeinschaft BC Oldenburg-Westerstede in der zweiten Liga antraten, später in die Betriebsgesellschaft Baskets Oldenburg GmbH & Co. KG überführt wurde, in der Saison 1999/2000 in die Bundesliga aufstieg und 2001 in EWE Baskets Oldenburg umbenannt wurde. 2009 gewannen die Oldenburger den deutschen Meistertitel, was Lange später als den „schönsten Moment“ bezeichnete.
Zum 30. Juni 2011 schied Lange 78-jährig bei den EWE Baskets Oldenburg als geschäftsführender Gesellschafter aus und wurde zum Ehrenpräsidenten ernannt.
Im September 2015 wurden Lange und Schüller das Große Stadtsiegel Oldenburgs verliehen.